# 里見繁
里見 繁（さとみ しげる、1951年 - ）は元毎日放送報道局次長・テレビプロデューサー・ディレクター。現在、関西大学社会学部教授。

## 来歴・人物
東京都立大学 (1949-2011)法学部卒業後、1974年に毎日放送へ入社。報道部記者を経て、30歳からはテレビドキュメンタリー制作一筋となり、現在に至る。
『映像90』「ガンを生きる」のディレクターとして、1995年度の日本民間放送連盟最優秀賞、『映像01』「出所した男」のディレクターとして、2002年度の日本民間放送連盟最優秀賞、2001年度の日本ジャーナリスト会議賞、『巡礼・世界の聖地』のディレクターとして、第9回坂田記念ジャーナリズム賞第2部門、『映像07』で放送された「私は生きる―JR福知山事故から2年―」のプロデューサーとして第3回（2007年）日本放送文化大賞テレビグランプリをそれぞれ受賞。　
『映像09』「逃げる司法」で当時MBSのプロデューサーとして2010年に行われたワールドメディア・フェスティバルでドキュメンタリー部門グランアウォード（ドキュメンタリー大賞）を受賞している。
その他には『甦るマヤ』や『巡礼・世界の聖地』といった開局記念番組のディレクターとして現地へ同行し制作に携わり、テレビ番組プロデューサーとして2006年10月26日放送の『情熱大陸』では若年認知症患者・越智俊二を担当した。
また、「出所した男」を題材とした「自由の理由 冤罪・幼児殺人事件の真相」（インパクト出版会）の著書がある。
その後、毎日放送を退職し、2010年4月より関西大学社会学部教授（マス・コミュニケーション専攻）を務めている。

## 主な著書
- 「自白の理由 冤罪・幼児殺人事件の真相」（インパクト出版会）
- 「冤罪をつくる検察、それを支える裁判所 そして冤罪はなくならない」（インパクト出版会）
- 「死刑冤罪―戦後6事件をたどる」（インパクト出版会）
- 「冤罪 女たちのたたかい」（インパクト出版会）